# Álvares Machado
Álvares Machado est une municipalité brésilienne de l'État de São Paulo et la Microrégion de Presidente Prudente.

## Démographie
| Évolution de la population (municipalité) | Évolution de la population (municipalité) | Évolution de la population (municipalité) | Évolution de la population (municipalité) |
| Année                                     | Population                                |                                           | %±                                        |
| ----------------------------------------- | ----------------------------------------- | ----------------------------------------- | ----------------------------------------- |
| 1950                                      | 17 316                                    |                                           | —                                         |
| 1960                                      | 19 387                                    |                                           | 12,0%                                     |
| 1970                                      | 17 305                                    |                                           | −10,7%                                    |
| 1980                                      | 14 653                                    |                                           | −15,3%                                    |
| 1991                                      | 18 865                                    |                                           | 28,7%                                     |
| 2000                                      | 22 661                                    |                                           | 20,1%                                     |
| 2010                                      | 23 513                                    |                                           | 3,8%                                      |
| 2022                                      | 27 255                                    |                                           | 15,9%                                     |
| ,                                         |                                           |                                           |                                           |